# Dzo
Een dzo, (Tibetaans ook wel zho of zo) is een kruising tussen een jak en een gedomesticeerd rund. Het woord dzo verwijst naar een mannelijke variant, terwijl het vrouwelijke dier dzomo of zhom wordt genoemd.
Dzomo's zijn vruchtbaar, terwijl dzo's onvruchtbaar zijn. Het ras is het product van het genetische fenomeen heterosis, waarvoor geldt dat ze sterker zijn dan zowel runderen als jaks.
Vergeleken met een jak kan een dzo veel zwaardere lasten dragen. Om die reden vind je de dzo op het platteland; het dier wordt gebruikt om het land te bewerken.